# Shimakaze (Schiff, 1943)
Die Shimakaze (japanisch 島風) war ein Flottenzerstörer der Kaiserlich Japanischen Marine, der im Zweiten Weltkrieg zum Einsatz kam. Die japanische Marine bezeichnete das Schiff auch als Typ-C-Zerstörer.

## Geschichte

### Entwicklungsgeschichte
Die Shimakaze wurde im Rahmen des 4. Kreis-Bauprogramms (Maru 4 Keikaku) des Jahres 1939 als elfte von ursprünglich fünfzehn Einheiten der Yūgumo-Klasse mit der Baunummer 125 geordert. Von diesen Zerstörern wurden aber nur elf in den ursprünglich geplanten Spezifikationen fertiggestellt. Stattdessen war sie der Versuchsprototyp einer neuen Zerstörerklasse unter anderem für einen neuen Typ Hochdruck-Dampfkessel – vermutlich in folge deutschen Einflusses – und von drei Fünffachtorpedorohrsätzen, aber ohne die sonst üblichen Reservetorpedos.
Sechzehn weitere Einheiten waren im Rahmen des 6. Kreis-Bauprogramms (Maru 6 Keikaku) von 1942 mit den Bau-Nrn. 733 bis 748 geplant, aber keine von diesen wurde auf Kiel gelegt und das Projekt zugunsten der Zerstörer der Akizuki-Klasse eingestellt.

### Bau
Der Bauauftrag für die spätere Shimakaze wurde an die Marinewerft in Maizuru vergeben. Diese legte den Zerstörer am 8. August 1941 auf Kiel und der Stapellauf erfolgte elf Monate später am 18. Juli 1942. Bedingt durch den relativ langen Bauzeitraum, erfolgte die Indienststellung am 10. Mai 1943 unter dem Kommando von Kaigun-chūsa (Fregattenkapitän) Hirose Hiromu, welcher bereits seit dem 20. März 1943 als sogenannter Oberster Ausrüstungsoffizier (jap. 艤装員長, gisō inchō) mit der Baubelehrung beauftragt gewesen war.

### Einsatzgeschichte
Für solch ein potenziell außergewöhnliches Schiff hatte die Shimakaze eine normale Karriere. Sie wurde aber niemals einer Zerstörerdivision zugeteilt, sondern immer direkt durch ein Geschwader geführt, was einen Hinweis darauf gibt, wie sie von den Japanern selbst gesehen wurde.
Nach ihrer Indienststellung wurde die Shimakaze der 1. Flotte zugeteilt und beteiligte sich, als Flaggschiff der Sicherungsgruppe, an der Evakuierung der japanischen Truppen von der Insel Kiska gegen Ende der Schlacht um die Aleuten. Im September und Oktober wurde sie zur Sicherung von Schiffen zwischen Yokosuka und Truk eingesetzt, und Ende Oktober eskortierte sie die Flotte wegen der zunehmenden amerikanischen Luftangriffe von Truk nach Eniwetok. Bis November diente sie weiterhin als Eskorte für Schiffe zwischen Truk und Rabaul und zwischen Truk und Yokosuka, und im Dezember und Januar 1944 begleitete sie Tanker zwischen Truk, Saipan, Palau, Davao und Balikpapan.
Vom 17. März bis 12. April 1944 wurde sie in Marinewerft von Kure überholt und begleitete anschließend vom 20. April bis 12. Juni als Teil der Sicherung das Schlachtschiff Yamato und den Schweren Kreuzer Maya von Kure über Manila nach Biak (Schlacht in der Philippinensee). Danach kehrte sie nach Kure zurück, wo Reparaturen und Verstärkungen ihrer Flugabwehrbewaffnung durchgeführt wurden. Im Juli 1944 begleitete sie Truppentransporte nach Okinawa und fuhr weiter nach Lingga, wo sie am 20. Oktober eintraf.
Sie war bei der See- und Luftschlacht im Golf von Leyte vom 23. bis 25. Oktober anwesend, obwohl sie in dieser keine Rolle spielte, außer dass sie Überlebende des gesunkenen Schlachtschiffs Musashi und des Kreuzers Maya rettete. Mit diesen Überlebenden überladen, blieb sie während der Schlacht vor Samar im hinteren Teil der japanischen Flotte und war nicht in der Lage, ihre Torpedos einzusetzen. Allerdings erlitt sie durch Luftangriffe und eine kleinere Kollision mit dem Zerstörer Akishimo leichte Schäden und kehrte am 31. Oktober nach Manila zurück.

### Untergang

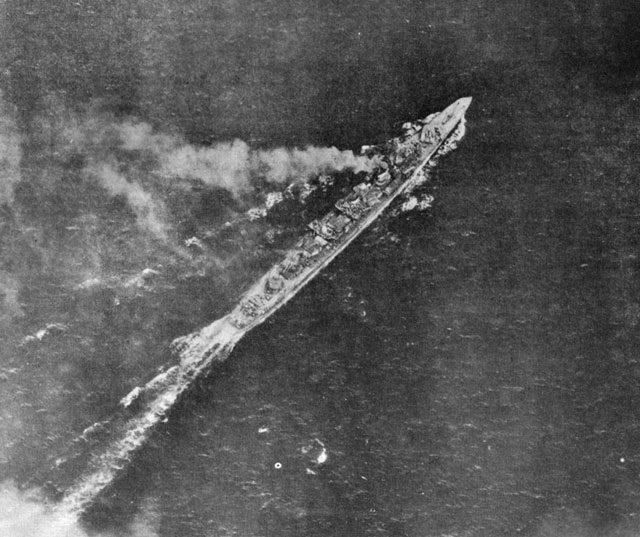
Die Shimakaze am 11. November 1944 vor ihrem Untergang.

Am 4. November 1944 wurde die Shimakaze zum Flaggschiff des 2. Zerstörergeschwaders unter dem Kommando von Kaigun-shōshō (Konteradmiral) Mikio Hayakawa ernannt und mit der Sicherung eines Truppenkonvois von Manila nach Ormoc beauftragt. Dabei wurde der Zerstörer am 11. November nordöstlich von Cebu durch Trägerflugzeuge der amerikanischen Task Force 38 (Schlacht um Leyte) angegriffen und schwer beschädigt. Das brennende Schiff driftete mehrere Stunden, bis es auf Position 10° 50′ S, 124° 35′ O explodierte und sank.
Insgesamt konnten 131 Überlebende gerettet werden, aber in dieser Gesamtzahl sind auch Besatzungsmitglieder des ebenfalls versenkten Zerstörers Wakatsuki enthalten, so dass die Gesamtzahl der Besatzungsmitglieder der Shimakaze nicht bekannt ist. Die Shimakaze wurde am 10. Januar 1945 aus der Flottenliste der Schiffe der Kaiserlichen Marine gestrichen.

### Wrack
Das schwer beschädigte Wrack wurde am 1. Dezember 2017 vom Forschungsschiff Petrel des Microsoft-Mitbegründers Paul Allen in der Bucht von Ormoc auf einer Tiefe von 218 Metern entdeckt. Fotos des Wracks entkräften auch die Behauptung, dass einer ihrer Hauptgeschütztürme bei einer Nachrüstung Anfang 1944 entfernt wurde.

## Name

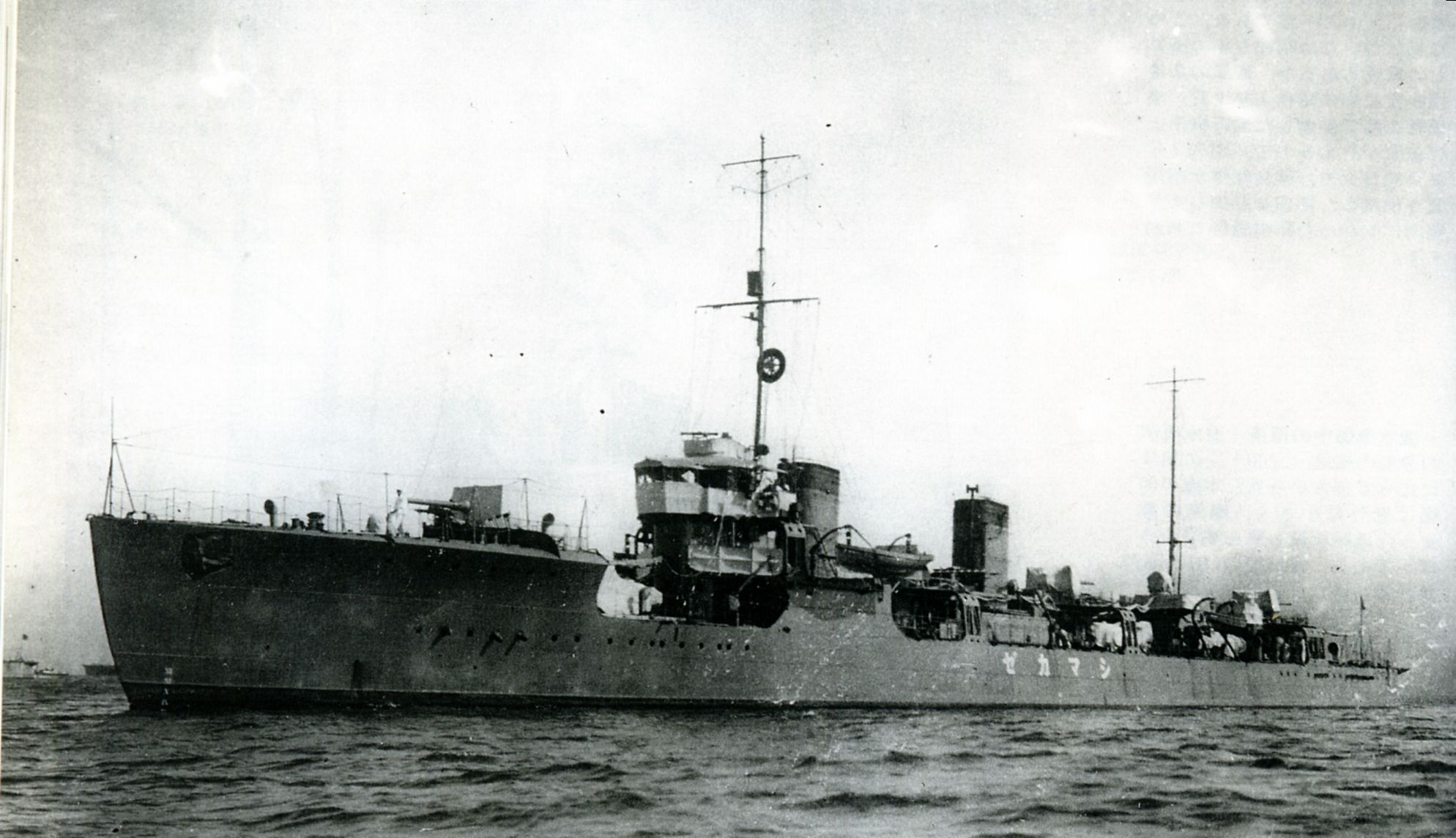
Die Namensvorgängerin im Jahr 1922.

Die Shimakaze ist nach dem Zerstörer gleichen Namens der Minekaze-Klasse, welcher von November 1920 bis Februar 1943, ab April 1940 als Dai-1-Gō shōkaitei (Nr. 1 Patrouillenboot), in Dienst stand – das zweite Kriegsschiff einer japanischen Marine, welches diesen Namen trägt. Der Name bedeutet so viel wie Inselwind.

## Technische Beschreibung

### Rumpf
Der Rumpf der Shimakaze war, unterteilt in wasserdichte Abteilungen, 126,5 Meter lang, 11,2 Meter breit und hatte bei einer Einsatzverdrängung von 3.096 Tonnen einen Tiefgang von 4,14 Metern.

### Antrieb
Der Antrieb erfolgte durch drei ölbefeuerte Dampferzeuger – Kampon-Kessel, jeder in einem einzelnen Kesselraum untergebracht, welche bei 450 °C einen Druck von 38,9 kg/cm² entwickelten – und zwei Getriebeturbinensätze. Diese Turbinensätze erzeugten eine Leistung von je 37.500 PS, womit eine Gesamtleistung von 75.000 PS (55.162 kW) erreicht wurde. Die erzeugte Leistung wurde an zwei Antriebswellen mit je einer Schraube abgegeben. Die Höchstgeschwindigkeit betrug 39 Knoten (72 km/h) und die maximale Fahrstrecke 1.400 Seemeilen (2.293 km) bei 30 Knoten, wofür 550 Tonnen Schweröl gebunkert werden konnten.

### Bewaffnung

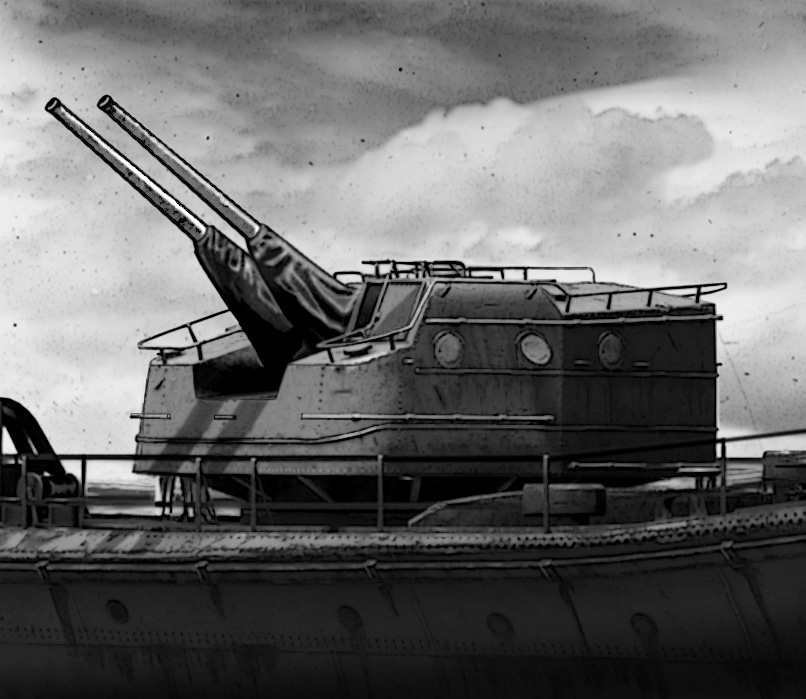
12,7-cm Typ 3 Modell D Geschützturm, wie er auf der Shimakaze verwendet wurde.

#### Artillerie
Die Artilleriebewaffnung bestand aus sechs 12,7-cm-Geschützen mit Kaliberlänge 50 Typ 3. Dieses ab 1928 eingeführte Seezielgeschütz hatte eine Feuerrate von 5 bis 10 Schuss die Minute. Es konnte eine 23 Kilogramm schwere Granate bis zu 18,4 Kilometer weit schießen und war in drei 33 Tonnen schweren Zwillingstürmen des D-Modells untergebracht. Diese waren in Bootsmittellinie, einer vor dem Brückenaufbau und zwei hinter bzw. auf dem achteren Deckshaus aufgestellt. Der innere Turm (Turm B) war so angeordnet, dass er den äußeren überschießen konnte (sog. überhöhte Endaufstellung). Diese flugabwehrfähigen Geschütztürme hatten eine Seitenrichtgeschwindigkeit von bis 6° pro Sekunde, eine Höhenrichtgeschwindigkeit von bis 27° pro Sekunde und einen Höhenrichtbereich von −8° bis +75°.

#### Flugabwehr
Bei Indienststellung bestand die Flugabwehrbewaffnung aus vier 2,5-cm-Maschinenkanonen Typ 96 in Doppellafetten, welche auf einer Plattform am hinteren Schornstein beidseitig aufgestellt waren und zwei 13,2-mm-Maschinengewehre Typ 93 in Doppellafette auf einer Plattform vor der Brücke.  Die 2,5-cm-Maschinenkanonen verschossen im Einsatz rund 110 bis 120 Schuss pro Minute, die effektive Reichweite lag bei etwa 3 Kilometern bei 85° Rohrerhöhung. Die 1,1 Tonnen schwere Doppellafette war um 360° drehbar und hatte einen Höhenrichtbereich von −10° bis +85°.
Die 13,2-mm-Maschinengewehre verschossen im Einsatz rund 250 Schuss pro Minute, die Reichweite lag bei etwa 4,5 Kilometern bei 85° Rohrerhöhung. Die 314 Kilogramm schwere Lafette war um 360° drehbar und hatte einen Höhenrichtbereich von −15° bis +85°. Diese Bestückung war zwar etwas über dem Standard japanischer Zerstörer Anfang 1942, aber im internationalen Vergleich als eher schwach zu bewerten.
Leichte Flugabwehrbewaffnung von Zerstörern der Hauptmächte des Zweiten Weltkrieges, etwa Anfang 1942.
| Klasse     | Shimakaze                 | Zerstörer 1936      | Soldati  | Mogador                   | Ognevoj                | Q- und R               | Fletcher            |
| ---------- | ------------------------- | ------------------- | -------- | ------------------------- | ---------------------- | ---------------------- | ------------------- |
| Land       | Japan                     | Deutsches Reich     | Italien  | Frankreich                | Sowjetunion            | Vereinigtes Königreich | Vereinigte Staaten  |
| Flugabwehr | 4 × 2,5 cm 2 × 13,2 mm MG | 4 × 3,7 cm 6 × 2 cm | 4 × 2 cm | 2 × 3,7 cm 4 × 13,2 mm MG | 2 × 7,62 cm 6 × 3,7 cm | 4 × 4 cm 6 × 2 cm      | 4 × 2,8 cm 6 × 2 cm |

Bedingt durch die starken alliierten Luftstreitkräfte kam es zu einer kontinuierlichen Verstärkung der 2,5-cm-Geschütze. Ab 1944 ersetzte eine 2,5-cm-Doppellafette das 13,2-mm-MG und die Geschütze am hinteren Schornstein wurden durch Drillingslafetten ersetzt.
Bis Mitte 1944 wurden weitere zwanzig Geschütze an Ober- und Hauptdeck installiert, wodurch die Shimakaze über insgesamt achtundzwanzig 2,5-cm-Flugabwehrgeschütze verfügte.

#### Torpedos
Die Torpedobewaffnung der Shimakaze bestand aus drei, um 360° schwenkbaren, Fünffachtorpedorohrsätzen im Kaliber 61 cm, welche Torpedos des Typ 93 verschossen. Diese waren in Bootsmittellinie, ein Satz zwischen den beiden Schornsteinen und die anderen beiden Sätze zwischen dem achteren Schornstein und dem achteren Deckshaus aufgestellt. Die Mitnahme von Reservetorpedos war nicht vorgesehen.

#### U-Jagdausrüstung
Zur U-Jagd verfügte das Schiff über die Möglichkeit des Einsatzes von 18 Wasserbomben. Ab Mitte 1944 wurde der Bestand auf Grund der gestiegenen U-Bootgefahr auf 36 Stück erhöht.

### Sensoren

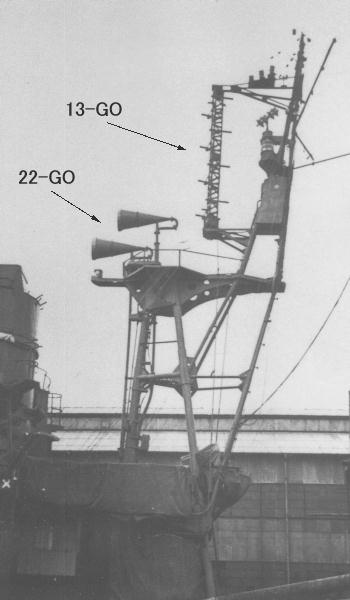
Radargeräte der Typen 22 und 13, hier im Hauptmast eines Zerstörers der Akizuki-Klasse.

#### Radar
Japanische Zerstörer waren nicht von Beginn des Pazifikkrieges an mit Funkmesstechnik ausgerüstet, sondern erst Mitte des Jahres 1943 erhielten ausgewählte Einheiten – wie die Shimakaze – das Radar des Typ 22. Dieses zur Seeraumüberwachung und Feuerleitung fähige System, welches aus einem Doppelhorn – eines zum Senden und eines zum Empfangen – bestand, war im Hauptmast hinter der Brücke verbaut.
Bedingt dadurch, dass frühe japanische Radargeräte unzuverlässig waren und ihr Bedienpersonal schlecht ausgebildet war, neigten Kommandanten dazu, Hinweise durch diese nicht ernst zu nehmen und sich auf die klassischen Aufklärungsmethoden wie Ausgucke mit optischen Geräten zu verlassen. Dieses Vertrauen wurde immer problematischer, da die Amerikaner immer bessere Radarsysteme einführten und diese hauptsächlich zur Feuerleitung einsetzten.
Im Jahr 1944 erhielten die überlebenden Zerstörer zur Luftraumüberwachung Geräte des Typ 13, welche über eine lange Leiterantenne verfügten, die üblicherweise auf den Heckmast montiert war.

#### Sonar
Zur Suche nach U-Booten war ein Echoortungssystem des Typs 93 und einem Hydrophon-Set vom Typ 93 eingerüstet. Dieses Hydrophon-Set bestand aus zwei Gruppen zu je acht Sensoren, eine Gruppe auf jeder Schiffsseite.

## Besatzung
Die Besatzung der Shimakaze hatte eine Stärke von 267 Offizieren, Unteroffizieren und Mannschaften. Üblicherweise befehligte ein Stabsoffizier im Rang eines Kaigun-chūsa (Fregattenkapitän) das Schiff.

### Liste der Kommandanten
| Nr. | Name                           | Beginn der Amtszeit | Ende der Amtszeit | Bemerkungen                                     |
| --- | ------------------------------ | ------------------- | ----------------- | ----------------------------------------------- |
| 1.  | Fregattenkapitän Hirose Hiromu | 10. Mai 1943        | 5. Oktober 1943   | seit 20. März 1943 mit der Baubelehrung betraut |
| 2.  | Fregattenkapitän Uwai Hiroshi  | 5. Oktober 1943     | 11. November 1944 |                                                 |

## Bemerkungen
1. ↑  Whitley gibt hier eine weitere 2,5-cm-Doppellafette anstelle der 13,2-mm-MGs an.